# Damien Mareau
Damien Mareau, né le 20 avril 1988, est un céiste français. 

## Carrière
Damien Mareau remporte la médaille d'or en C2 sprint avec Pierre Troubady et en C2 sprint par équipe aux Championnats du monde de descente 2015.
Aux Championnats du monde de descente 2017, il obtient la médaille d'or en C2 sprint par équipe et la médaille de bronze en C2 sprint avec Pierre Troubady.